# Ivan Gubijan
Ivan Gubijan, född 14 juni 1923 i Bjelovar, Kroatien, Kungariket Jugoslavien, död 4 januari 2009 i Belgrad, Serbien, var en jugoslavisk friidrottare.
Gubijan blev olympisk  silvermedaljör i släggkastning vid sommarspelen 1948 i London.